# 3D tištěné textilie
3D tištěné textilie jsou geometrické útvary zhotovené z 3D filamentů s mechanickými vlastnostmi, které simulují textilní vlákna.

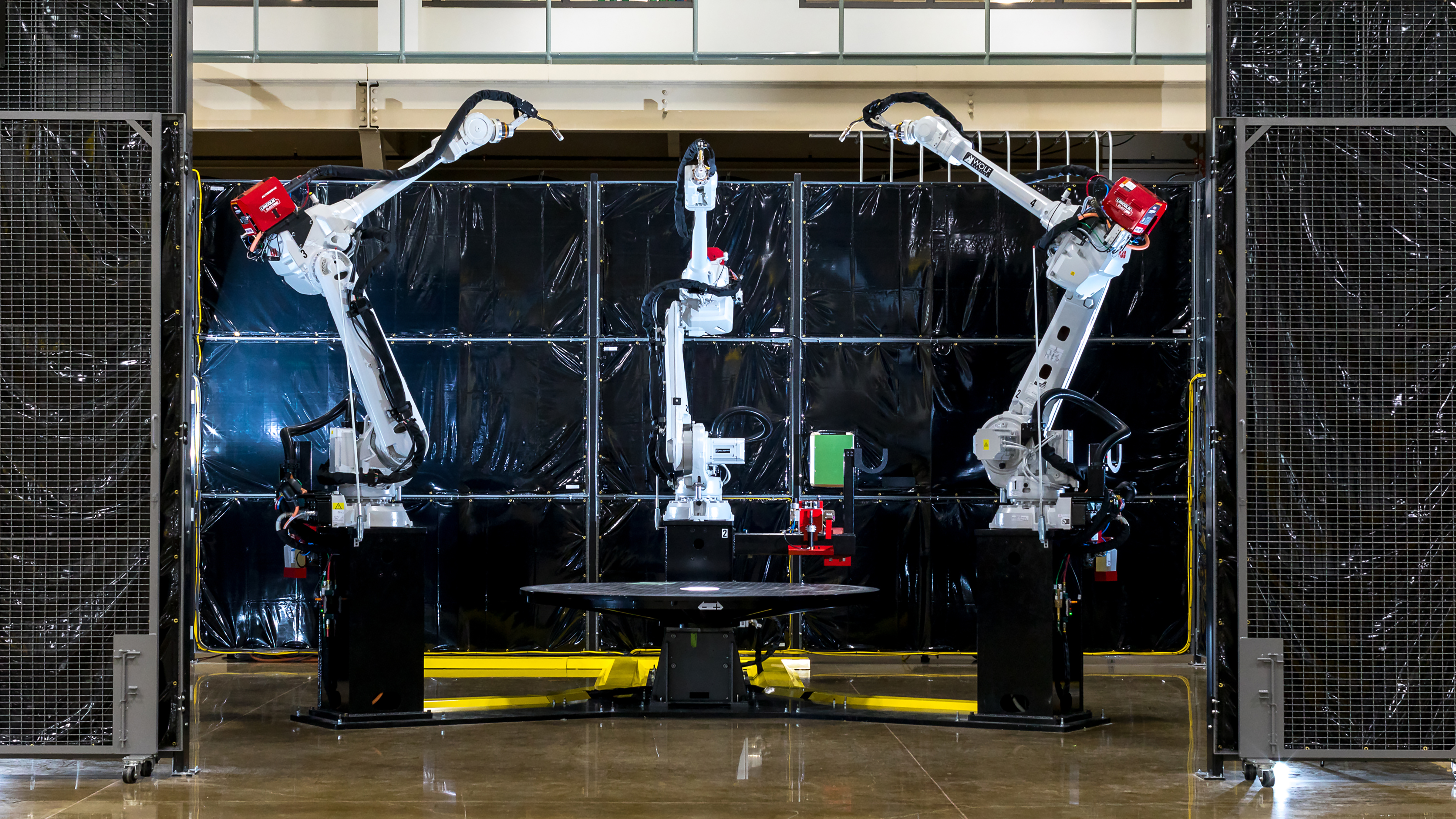
Velkorozměrová tiskárna se třemi roboty (USA 2019)

## Význam 3D tištěných textilií
3D tisk může tvořit vysoce komplexní výrobky, které se dají přizpůsobit požadavkům jednotlivých uživatelů. V textilním sektoru se dá uplatnit

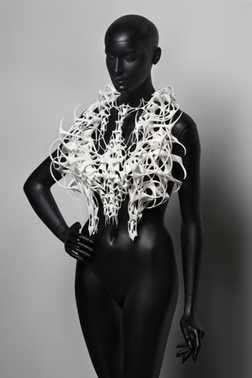
Šála tištěná technikou SLS (2011)

- tištěním vláken nebo přízí, které se integrují do textilií (nejčastěji do e-textilií)
- tištěním plošných útvarů kombinací tisku s technikou elektrostatického zvlákňováíní nebo melt-blown nebo spojením s plošnými textiliemi
- tištěním na textilie[2]

3D tisk byl vynalezen v 80. letech 20. století, první tištěné textilie jsou však známé teprve od začátku 21. století (od nizozemské návrhářky Iris van Herpen z roku 2011).
V dalších letech se začali zabývat 3D tiskem významní módní návrháři. Zac Posen vytvořil pro Metropolitní muzeum umění v New Yorku nákladnou kolekci z 5 kreací (z časovým nárokem několika tisíc hodin tiskárny) Také v Evropě zveřejnilo několik známých výtvarníků své módní návrhy
v tištěné formě. Např. pro Galerii Dior reprodukovali některé Diorovy výtvory v tištěném provedení s nákladem 100 000 hodin tiskárny a 10 000 hodin na konečné úpravy.
Údaje o rozsahu a ekonomice komerční výroby tištěných textilií (např. tisk dámských oděvů „na míru“) a pod. nejsou publikovány.

## Výroba tištěných textilií
Techniky a technologie používané (ve 3. dekádě 21. století) k tištění textilií:
| Technika                        | Forma suroviny          | Druhy suroviny                         | Přednosti technologie                                                  | Nedostatky                                   |
| ------------------------------- | ----------------------- | -------------------------------------- | ---------------------------------------------------------------------- | -------------------------------------------- |
| FDM (Fused Deposition Modeling) | pevná hmota             | ABS, PA, PLA, PET                      | nízké náklady, snadné použití, snadno dosažitelné materiály            | drsný povrch                                 |
| EHD (Electrohydrodynamic)       | pevná nebo tekutá hmota | PP, PLA, PCL                           | nízké náklady, snadné použití, vláčný mat., nanovlákna                 | nedostatečné mech. vlastnosti nízká rychlost |
| DIW (Direct-Ink-Writing)        | pasta                   | polymery, vosky, keramika              | vysoká rychlost, bez přídav. mater.                                    | omezený výběr materiálů                      |
| SLA (Stereolitografie)          | tekutina                | PE, PP, ABS, karbonáty, vosk, keramika | přesné rozlišení a detaily obrysů, hladký povrch                       | přídavky nutné, vysoké náklady               |
| Inkjet (trysková tiskárna)      | tekutina                | PLA, PCL, PLGA, keramika               | vzorování komplexních struktur                                         | nízká rychlost omezený výběr materiálů       |
| SLS (Selective laser sintering) | prášek                  | termoplasty, kompozity                 | znovu použití přebytečného prášku neomez. vzorování, trvanlivé výrobky | nedost. úprava povrchu, vysoké náklady       |

Z uvedených alternativ je nejpoužívanější technika FDM a jako surovina termoplastické polyuretany (Reciflex), elastomery (Filaflex) a polyamidy (PEBA 90A) ve formě filamentů.

### Tištění vláken
Termoplastický polyuretan byl v Německu po průzkumu 12 alternativ (v roce 2020) zjištěn jako nejvhodnější materiál pro tištění vláken.
Z několika laboratorních pokusů jsou z čínského výzkumu známá vytištěná vlákna s elektrovodivými aditivy použitelná k technickým účelům. Např. imitace rostlinných vláken vytištěná ze speciální tekuté směsi s vynikajíími elektromechanickými vlastnostmi se dají použít do citlivých senzorů.
Výkon dostupných tiskáren při vyrobě vláken (např. s technikou DIW) se udává s maximem 840 mm /min. V porovnání: Syntetická textilní vlákna se vyrábějí konvenčními technikami s minimállní rychlostí 1000 m/min.

### Tištění plošných útvarů
- Např. laboratorní výrobek zhotovený ve 3. dekádě 21. století na principu:

Vstřikování materiálu se simulovanými vlastnostmi příze.
Vzorování ve dvou fázích s použitím Screening Design().
Reprodukce a topologie konvenční tkaniny, sladění geometrických a mechanických vlastností.
Tento systém umožňuje např. strukturu s proměnlivou geometrií „nití“ , racionální zhotovení oděvů „na míru“ aj. Program vzorování a vytištění tkaniny se dá aplikovat na mnoho modifikací materiálu a konstrukce tkaniny.
- Modeclix je anglický vynález z roku 2016. Struktura: Dva systémy spirál, které na sebe kolmo navazují a vzájemně se proplétají. Vyrábí se z polyamidu technikou SLS. Konstrukce je součástí CAD, hotové oděvy z modeclixu se mohou měnit ve velikosti a tvarech.[20]

### Tištění na plošné textiie
Tištění se provádí bez adhezních prostředků. Najlepší adhezi má tisk z PLA technikou DWI, tištěné struktury mají tloušťku do 10 mm. Vzdálenost vstřikovací trysky od substrátu má být menší než 0,2 mm.
Tištění anorganickými látkami (např. s podílem sekaných skleněných vláken) se dá provádět jen s tiskárnami s roboty, které vstřikují polymer podle CAD programu.